# Nagroda British Academy Games Awards za debiut gry
Nagroda British Academy Games Awards za debiut gry jest nagrodą przyznawaną corocznie przez BAFTA w uznaniu za najlepszą pierwszą grę studia lub osoby. Pierwsza taka nagroda została przyznana w czasie 8. ceremonii wręczenia nagród British Academy Games Awards, w 2012 roku. Otrzymali ją Michel Gagne i Joe Olsonhe za grę Insanely Twisted Shadow Planet.

## Zwycięzcy i nominowani
|  | Zwycięstwo |

| Ceremonia  | Gra                            | Nominowani                                              | Przyp. |
| ---------- | ------------------------------ | ------------------------------------------------------- | ------ |
| 2011 (8.)  | Insanely Twisted Shadow Planet | Michael Gagne, Joe Olson                                | [ 2 ]  |
| 2011 (8.)  | Bastion                        | Greg Kasavin, Darren Korb, Amir Rao                     | [ 2 ]  |
| 2011 (8.)  | Eufloria                       | Rudolf Kremers, Alex May                                | [ 2 ]  |
| 2011 (8.)  | L.A. Noire                     | Alex Carlyle, Naresh Hirani, Brendan McNamara           | [ 2 ]  |
| 2011 (8.)  | Monstermind                    | Zespół deweloperski                                     | [ 2 ]  |
| 2011 (8.)  | Rift                           | Russ Brown, Scott Hartsman                              | [ 2 ]  |
| 2012 (9.)  | The Unfinished Swan            | Ian Dallas, Nathan Gary                                 | [ 3 ]  |
| 2012 (9.)  | Deadlight                      | Raul Rubio, Luz Sancho, Oscar Cuesta                    | [ 3 ]  |
| 2012 (9.)  | Dear Esther                    | Daniel Pinchbeck, Robert Briscoe, Jessica Curry         | [ 3 ]  |
| 2012 (9.)  | Forza Horizon                  | Zespół deweloperski                                     | [ 3 ]  |
| 2012 (9.)  | Proteus                        | Ed Key, David Kanaga                                    | [ 3 ]  |
| 2012 (9.)  | The Room                       | Zespół deweloperski                                     | [ 3 ]  |
| 2013 (10.) | Gone Home                      | Zespół deweloperski                                     | [ 4 ]  |
| 2013 (10.) | Badland                        | Johannes Vuorinen, Juhana Myllys                        | [ 4 ]  |
| 2013 (10.) | Castles in the Sky             | Jack de Quidt, Dan Pearce                               | [ 4 ]  |
| 2013 (10.) | Gunpoint                       | Tom Francis, John Roberts, Ryan Ike                     | [ 4 ]  |
| 2013 (10.) | Remember Me                    | Jean-Maxime Moris, Hervé Bonin, Oskar Guilbert          | [ 4 ]  |
| 2013 (10.) | The Stanley Parable            | Zespół deweloperski                                     | [ 4 ]  |
| 2014 (11.) | Never Alone                    | Zespół deweloperski                                     | [ 5 ]  |
| 2014 (11.) | The Banner Saga                | John Watson, Alex Thomas, Arnie Jorgensen               | [ 5 ]  |
| 2014 (11.) | CounterSpy                     | Zespół deweloperski                                     | [ 5 ]  |
| 2014 (11.) | Hitman Go                      | Daniel Lutz                                             | [ 5 ]  |
| 2014 (11.) | Shovel Knight                  | Zespół deweloperski                                     | [ 5 ]  |
| 2014 (11.) | Zaginięcie Ethana Cartera      | Adrian Chmielarz, Andrzej Poznański, Michał Kosieradzki | [ 5 ]  |